# 스트레사 전선

스트레사 회의 참가국 (파란색)과 나치 독일 (갈색)

스트레사 전선(영어: Stressa Front, 이탈리아어: Fronte di Stresa)은 1935년 4월 14일 이탈리아 마조레호의 도시 스트레사에서 프랑스 총리 피에르에티엔 플랑댕과 피에르 라발, 영국 총리 램지 맥도널드, 이탈리아 총리 베니토 무솔리니 사이에 맺어진 협정이다. 스트레사 전선은 안슐루스를 추진하던 나치 독일에 맞서기 위한 프랑스, 이탈리아, 영국 간의 삼자동맹이었다.(p. 62) 공식명칭은 스트레사 회의 최종 선언(영어: Final Declaration of the Stresa Conference)이었다.

협약의 목적은 로카르노 조약을 재확인하고 오스트리아의 독립 여부가 "3국의 공동 방침을 계속해서 이끌 것"임을 선언하였다. 각 서명국은 또한 독일이 차후 베르사유 조약을 변경하려는 어떤 시도도 저지하기로 합의했다. 아비시니아 위기의 요인으로 작용했던 스트레사 전선은 이탈리아가 에티오피아를 공격해도 프랑스와 영국이 개입하지 않을 것이라는 인식에 힘입어 이탈리아의 제국주의 정책을 부추겼다. 스트레사 전선이 무너진 것은 1935년 6월 영국이 독일과의 해군 조약에 서명하여 독일의 해군 병력 확대를 허가하면서부터였다. 이후 1935년 10월 이탈리아의 에티오피아 침공이 벌어지면서 완전히 해체되었다.(p. 62)

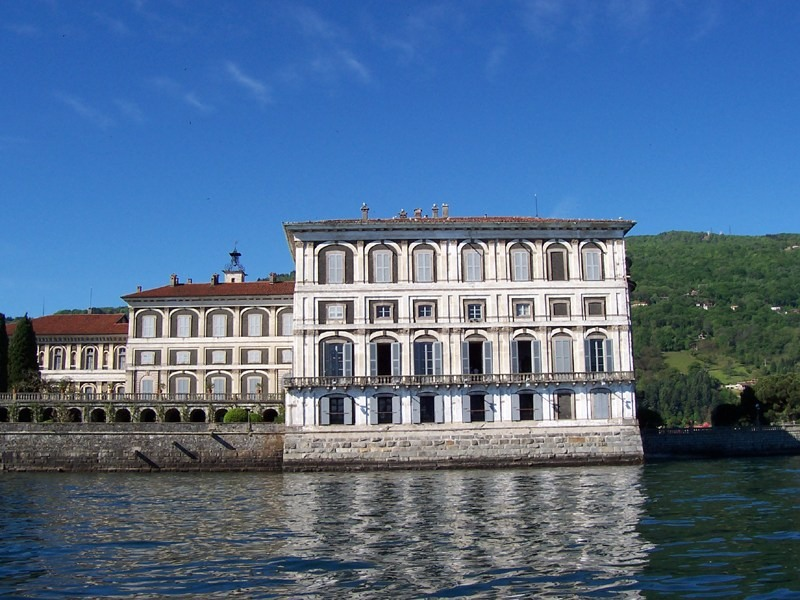
회의 장소로 쓰였던 마조레호 벨라섬의 보로메오 궁전

 이탈리아는 스트레사 전선과 더불어 1933년 독일에 대항하기 위해 이탈리아-소련 조약을 체결하였다.

## 배경
스트레사 전선은 1935년 3월 나치 독일이 공군을 증강하고 군병력 규모를 36개 사단 (50만 명)으로 늘리며 징병제를 실시하겠다고 선언하면서 촉발되었다. 이상의 조치는 독일군의 규모를 10만 명으로 제한하고, 독일 내 징병 실시를 금하며, 독일의 공군 소유를 금지한 베르사유 조약을 직접적으로 위반한 것이었다.
스트레사 전선의 결성에 직접적으로 기여한 인물은 영국 외교관 로버트 밴시타트의 작품이었다. 밴시타트는 유화 정책에 강력 반대, 독일 봉쇄에 강력 찬성하는 입장이었다. 이는 나치 세력을 봉쇄하려는 시도로서 에티오피아를 노리던 이탈리아에 양보해 주는 결과를 낳았다. 당시 이탈리아는 독일을 제어하는 데 있어 전략적으로 매우 중요한 국가였다. 이탈리아의 지리적 위치는 오스트리아 방어에 적합했고, 실제로도 이탈리아는 1934년 7월 쿠데타 당시 나치의 권력 장악을 막기 위해 4개 사단을 이탈리아-오스트리아 국경으로 보냄으로써 오스트리아를 방어한 적 있었다. 또한 이탈리아가 독일과 전쟁을 벌일 시, 독일은 남쪽 국경을 지키기 위해 병력을 분산시켜야 했고, 이는 지리적으로 프랑스~벨기에 국경에 배치되는 병력을 약화시키는 효과가 있었다.(p. 66)

## 회의
밴시타트의 주선으로 1935년 4월 11일부터 나흘 동안 이탈리아 스트레사에서 3국 회의가 개최되었다. 회의를 추진하는 과정에서 밴시타트는 극복해야 할 몇가지 장애물을 맞닥뜨렸다. 특히 영국의 존 사이먼 자작이 스트레사 회의 직전에 베를린에서 독일 외교관들을 접견하여 이탈리아와 프랑스의 불만을 샀다. 밴시타트는 영국이 나치와 화해를 추구할지도 모른다는 이탈리아와 프랑스의 우려를 진정시키기 위해 상당한 노력을 기울였으며, 사이먼이 베를린에서 만났을 때 얻은 외교 정보를 공유함으로써 다소간 해결한 듯 보였다.(p. 66)
회의에서 가장 난관이었던 것은 아비시니아(현 에티오피아) 문제였다. 이탈리아는 영국에게 해당 문제에 관한 전문가를 참석시킬 것을 요청했고, 영국은 그렇게 했다. 그러나 유럽 문제를 해결하려는 노력 속에서 아비시니아 문제는 회의 개최 전까지 뒷전으로 밀려났다. 이러한 문제에 대해 다양한 설이 제기되고 있다. 공식 기록에는 아비시니아에 대한 언급이 없지만, 회의 당시 일화를 통해 무솔리니가 슈트레사 전선의 범위를 유럽으로 제한하여 아비시니아는 자유롭게 다룰 수 있도록 논의했다는 정황이 있다. 그러나 이탈리아는 아비시니아에서 마음껏 행동에 나서도 된다고 판단한 반면, 영국은 아비시니아가 제한구역임을 분명히 했다는 입장을 견지하였기에, 영국과 이탈리아는 제대로 소통하지 못한 것으로 보인다.(p. 69) 이 문제는 가을에 절정에 달했다.(p. 70)

## 해체
스트레사 전선이 해체위기에 놓인 것은 아비시니아 위기가 발생하면서부터였다.(p. 62) 아비시니아는 1895년 제1차 이탈리아-에티오피아 전쟁에서 이탈리아의 침공을 받았으나, 이탈리아는 굴욕적인 패배를 당하고 철수해야 했다. 그러나 이탈리아는 에티오피아를 지배하려는 야심을 절대 잊지 않았고, 무솔리니는 식민지 확장의 기회를 엿보았다. 이 때문에 회의 당시에도 밴시타트 공작은 독일을 봉쇄한다는 명목으로 영국과 프랑스로 하여금 이탈리아를 제대로 달래기 위해 에티오피아를 어떻게 하더라도 상관 없도록 놔둔 점에 대해 비판이 일었다. 그리고 역설적으로 3국의 공동전선은 1935년 10월 제2차 이탈리아-에티오피아 전쟁이 발발하면서 완전히 무너지게 되었다.(p. 62)
무솔리니는 오랫동안 아비시니아를 지배하려는 야심을 품고 있었고, 영국-독일 해군 조약 체결 사실을 사전에 통보받지 못해 격분했다. 무솔리니 입장에서는 아비시니아가 프랑스령 소말릴란드, 영국령 소말릴란드와 국경을 접했다는 점에서 동맹국들을 소원하게 만들지 않기 위해 침공 계획을 보류한 상태였다. 그러나 영국에게 배신감을 느낀 이상 침공을 미룰 이유가 없다고 결심하였으며, 조약 체결도 스트레사 공동전선에 어긋나는 일이라고 보았다.
1936년 1월 6일, 무솔리니는 독일 대사 울리히 폰 하셀에게 오스트리아가 독립을 유지한다면 독일이 오스트리아를 위성국으로 삼는 것에 반대하지 않을 것이라고 밝혔다. 2월 22일 무솔리니는 히틀러의 라인란트 재무장에 동의하고, 재무장이 이루어진다면 이탈리아는 로카르노 조약을 존중하지 않을 것이라고 밝혔다.
밴시타트는 슈트레사 회의가 영국의 실패작(fiasco)이었다며 다음과 같은 평가를 내렸다.
이 참사로 우리는 아비시니아를 잃었고, 오스트리아를 잃었고, 추축국을 만들었으며, 다가오는 독일과의 전쟁을 피할 수 없게 만들었다.

## 같이 보기
- 안슐루스 - 1938년 나치 독일의 오스트리아 병합
- 로카르노 조약

## 참고 문헌
1. 1 2 3 4 5 6 7 8 9  Roi, M.L. (1995년 3월 1일). “From the stresa front to the triple entente: Sir Robert Vansittart, the abyssinian crisis and the containment of Germany”. 《Diplomacy & Statecraft》 6 (1): 61–90. doi:10.1080/09592299508405955. ISSN 0959-2296.
2. ↑  “On the responsibly to sink the Stresa Front, by Angelo Paratico”. 2016년 5월 1일에 원본 문서에서 보존된 문서.
3. ↑  Stoker, Donald J.; Grant, Jonathan (2003년 8월 30일). 《Girding for Battle: The Arms Trade in a Global Perspective, 1815-1940》 (영어). Bloomsbury Academic. 180쪽. ISBN 978-0-275-97339-1. 2024년 7월 27일에 확인함.
4. ↑  McClellan, Charles (1996). “Observations on the Ethiopian Nation, Its Nationalism, and the Italo-Ethiopian War”. 《Northeast African Studies》 (영어) 3 (1): 57–86. doi:10.1353/nas.1996.0004. ISSN 1535-6574.[깨진 링크]
5. ↑  Richard Lamb. Mussolini as Diplomat: Il Duce's Italy on the World Stage, pg. 114
6. ↑  Petacco, Arrigo, ed. (1998). "L'archivio segreto di Mussolini". Mondadori. ISBN 88-04-44914-4
7. ↑  Peter Neville. Mussolini, pg. 135
8. ↑  Corriere della Sera; G. Paratico